# Lin dressé
Linum strictum
Espèce
Classification phylogénétique
Le Lin dressé, également appelé Lin droit ou Lin raide (Linum strictum), est une espèce de plantes à fleurs de la famille des Linaceae et du genre Linum.

## Habitats
Essentiellement dans les régions méridionales de l'Europe, notamment dans les rocailles calcaires (garrigues). 

## Description
C'est une petite plante herbacée. La tige est étroite et érigée, portant des feuilles linéaires à extrémité effilée. Les fleurs petites et jaunes sont groupées en cymes. La hauteur est de 10 à 60 cm.
La floraison a lieu de mai à juillet.

## Statut de protection
En France, l'espèce est protégée en Aquitaine.